# Sèrie 7400 de CI

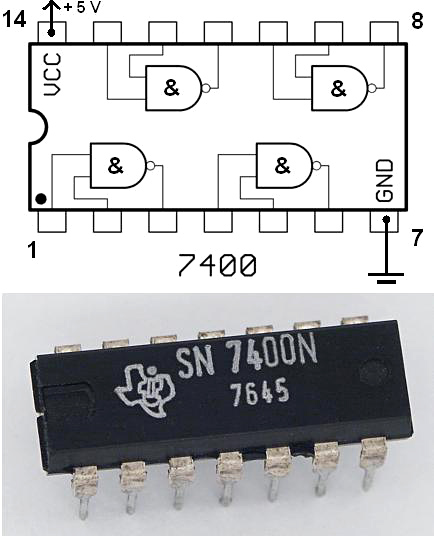
El xip SN7400N conté quatre portes NAND de dues entrades. El prefix SN indica que va ser fabricat per Texas Instruments El sufix N és un codi específic del proveïdor que indica l'envàs DIP de plàstic. La segona línia de números (7645) és un codi de data; aquest xip es va fabricar la setmana 45 de 1976.

La sèrie 7400 és una família lògica popular de circuits integrats (CI) de lògica transistor-transistor (TTL).
El 1964, Texas Instruments va introduir la sèrie SN5400 de xips lògics, en un encapsulat de semiconductors ceràmics. El 1966 es va introduir un paquet de plàstic de baix cost de la sèrie SN7400 que ràpidament va guanyar més del 50% del mercat de xips lògics i, finalment, es va convertir en components electrònics estandarditzats de facto. Al llarg de les dècades, moltes generacions de famílies descendents compatibles amb pins van evolucionar per incloure suport per a la tecnologia CMOS de baixa potència, tensions de subministrament més baixes i paquets de muntatge en superfície.

## Visió general
La sèrie 7400 conté centenars de dispositius que proporcionen tot, des de portes lògiques bàsiques, flip-flops i comptadors, fins a transceptors de bus de propòsit especial i unitats lògiques aritmètiques (ALU). Les funcions específiques es descriuen en una llista de circuits integrats de la sèrie 7400. Algunes parts de la lògica TTL es van fer amb un interval de temperatura d'especificació militar estès. Aquestes parts tenen el prefix 54 en lloc de 74 al número de peça. Els prefixos 64 i 84 menys comuns a les peces de Texas Instruments indicaven un interval de temperatura industrial. Des de la dècada de 1970, s'han llançat noves famílies de productes per substituir la sèrie 7400 original. Les famílies lògiques TTL més recents es van fabricar utilitzant tecnologia CMOS o BiCMOS en lloc de TTL.

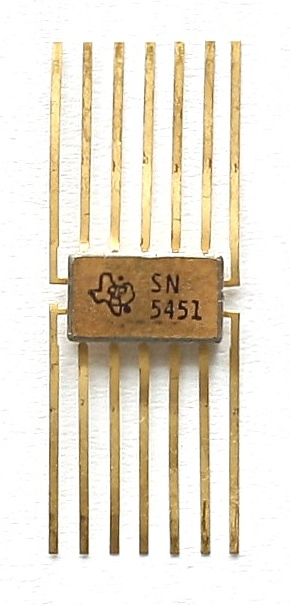
Texas Instruments SN5451 en el paquet pla original

Prefixos de Texas Instruments per als intervals de temperatura TTL:
| Prefix | Nom        | Interval de temperatura | Observacions |
| ------ | ---------- | ----------------------- | ------------ |
| 54     | Militars   | -55 °C a +125 °C        |              |
| 64     | Industrial | -40 °C a +85 °C         | rar          |
| 74     | Comercial  | 0 °C a +70 °C           | el més comú  |

Avui dia, les versions CMOS de la sèrie 7400 de muntatge en superfície s'utilitzen en diverses aplicacions en electrònica i per a la lògica de cola en ordinadors i electrònica industrial. Els dispositius originals de forat passant en paquets en línia dual (DIP/DIL) van ser el pilar de la indústria durant moltes dècades. Són útils per a la creació ràpida de prototips i per a l'educació i continuen disponibles a la majoria de fabricants. Tanmateix, els tipus més ràpids i les versions de molt baixa tensió solen ser només de muntatge en superfície.
El primer número de part de la sèrie, el 7400, és un IC de 14 pins que conté quatre portes NAND de dues entrades. Cada porta utilitza dos pins d'entrada i un pin de sortida, i els dos pins restants són d'alimentació (+5 V) i terra. Aquesta peça es va fabricar en diversos paquets de forat passant i de muntatge en superfície, inclòs el paquet pla i la doble línia de plàstic/ceràmica. Els caràcters addicionals d'un número de peça identifiquen el paquet i altres variacions.
A diferència dels circuits integrats lògics resistors-transistors més antics, les portes TTL bipolars no eren adequades per ser utilitzades com a dispositius analògics, ja que proporcionaven un guany baix, una estabilitat deficient i una impedància d'entrada baixa. Es van utilitzar dispositius TTL de propòsit especial per proporcionar funcions d'interfície com ara disparadors Schmitt o circuits de temporització multivibradors monoestables. Les portes inversores es podrien posar en cascada com un oscil·lador d'anell, útil per a propòsits on no es requeria una gran estabilitat.

## Història
Tot i que la sèrie 7400 va ser la primera família de lògica TTL estàndard de facto de la indústria (és a dir, de segona font per diverses empreses de semiconductors), hi havia famílies lògiques TTL anteriors com ara:
- Sylvania Universal Lògica d'alt nivell el 1963
- Motorola MC4000 MTTL
- National Semiconductor DM8000
- Sèrie Fairchild 9300
- Signetics 8200 i 8T00

La porta NAND de 2 entrades 7400 quad va ser el primer producte de la sèrie, introduït per Texas Instruments en un encapsulat pla de metall de grau militar (5400W) l'octubre de 1964. L'assignació de pins d'aquesta sèrie inicial diferia de l'estàndard de facto establert per la sèrie posterior en paquets DIP (en particular, la terra estava connectada al pin 11 i la font d'alimentació al pin 4, en comparació amb els pins 7 i 14 dels paquets DIP). El DIP de plàstic de grau comercial extremadament popular (7400N) va seguir durant el tercer trimestre de 1966.
Les sèries 5400 i 7400 es van utilitzar en molts miniordinadors populars a la dècada de 1970 i principis dels 80. Alguns models de la sèrie DEC PDP "minis" utilitzaven el 74181 ALU com a element informàtic principal a la CPU. Altres exemples van ser la sèrie Data General Nova i les sèries Hewlett-Packard 21MX, 1000 i 3000.

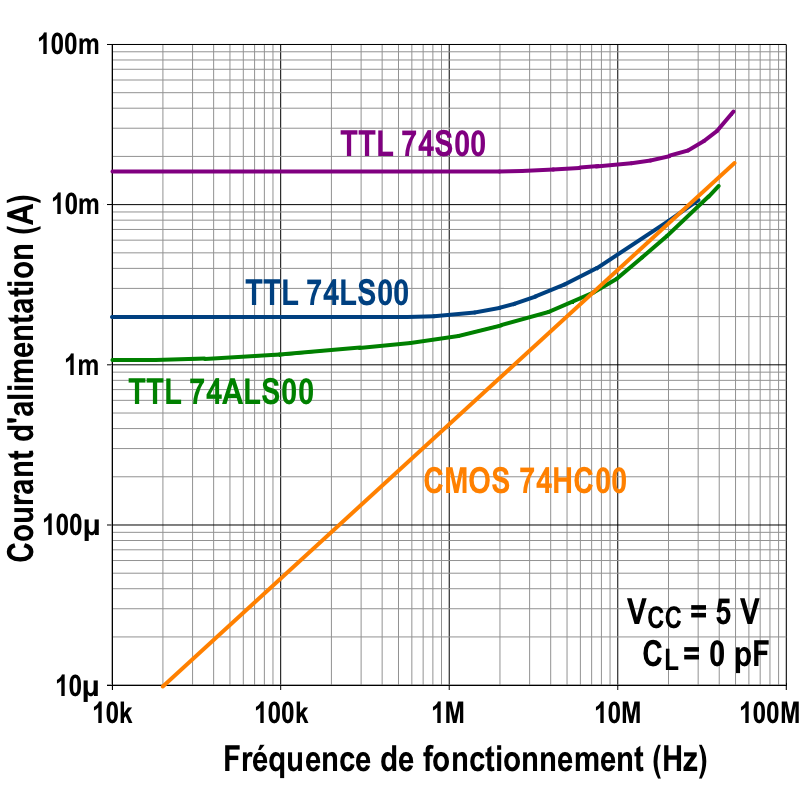
Comparació de corrent (Amp) i velocitat (Hz) de diverses famílies de 7400

## Famílies
Les peces de la sèrie 7400 es van construir utilitzant transistors d'unió bipolar (BJT), formant el que es coneix com a lògica transistor-transistor o TTL. Les sèries més noves, més o menys compatibles en funció i nivell lògic amb les peces originals, utilitzen tecnologia CMOS o una combinació de les dues (BiCMOS). Originalment, els circuits bipolars proporcionaven una velocitat més alta, però consumien més energia que la sèrie 4000 de dispositius CMOS de la competència. Els dispositius bipolars també es limiten a una tensió d'alimentació fixa, normalment 5V, mentre que les peces CMOS sovint admeten una gamma de tensions d'alimentació.